# مارسيو تيليس
مارسيو تيليس (بالبرتغالية: Marcio Teles‏) هو منافس ألعاب قوى برازيلي، ولد في 27 يناير 1994 في ريو دي جانيرو في البرازيل.

## وصلات خارجية
- مارسيو تيليس على موقع الاتحاد الدولي لألعاب القوى (الإنجليزية)
- مارسيو تيليس على موقع اللجنة الأولمبية الدولية (الإنجليزية)
- مارسيو تيليس على موقع أوليمبيديا (الإنجليزية)
- مارسيو تيليس على موقع اللجنة الأولمبية البرازيلية (البرتغالية)